# Tulsa (microprocessore)
Tulsa era un processore della famiglia Intel Xeon MP (per sistemi a multiprocessore) diventato il successore del core Paxville a partire dal 29 agosto 2006 pur rimanendo all'interno della piattaforma Truland.
Era previsto inizialmente per l'ultimo trimestre dell'anno, poi anticipato nel terzo trimestre, e infine anticipato ulteriormente ad agosto. Evidentemente Intel decise di anticiparne il rilascio per meglio contrastare l'avanzata del processore Opteron di AMD.

## Caratteristiche tecniche

### Processo produttivo
Si trattava dell'ultimo Xeon basato sull'architettura NetBurst, originariamente introdotta dal Pentium 4, e consisteva in una CPU dual core costruita a 65 nm.
Ogni core aveva una cache L2 di 1 MB esclusiva ma poteva accedere ad una cache L3 condivisa che arrivava fino a ben 16 MB, caratteristica che portava il numero di transistor di Tulsa a ben 1 miliardo e 328 milioni su una superficie di 424 mm². Data la presenza della cache L3 condivisa è chiaro che era stato seguito un approccio a Die Monolitico nella produzione di Tulsa (Paxville utilizzava invece un approccio a Die Doppio). Secondo Intel, rispetto a Paxville, Tulsa "offriva prestazioni doppie e prestazioni per watt 3 volte più efficienti".
Il socket utilizzato, contrariamente a quanto previsto inizialmente, non fu quello utilizzato per la versione DP Dempsey, ovvero l'LGA 771, ma rimaneva il 604, già utilizzato dalle generazioni precedenti. Il bus era a 667 MHz o a 800 MHz a seconda dei modelli, tutti identificati dal processor number della serie "71xx".
Il clock massimo al debutto era di 3,4 GHz con un voltaggio di 1,25 V. Già inizialmente era previsto che tali caratteristiche avrebbero permesso di "ridurre" il consumo massimo a circa 150 W (Paxville consumava fino a 165 W), ma restando così le cose la possibile versione a 3,9 GHz avrebbe consumato fino a 215 W, un valore molto elevato che certamente non sarebbe stato esente da problemi di raffreddamento. Al momento della presentazione dei modelli però venne annunciato che il consumo massimo a 3,4 GHz non superava i 130 W. Evidentemente negli ultimi mesi che precedettero il lancio Intel riuscì ad operare una significativa ottimizzazione delle "piste" elettriche all'interno del chip, in modo da migliorare la dissipazione, probabilmente grazie anche ad un cambio di stepping.

#### Sfruttamento della cache L2
Nei processori dual core e multi core si pone il problema di come sfruttare la grande dotazione di cache L2 e come gestirne l'accesso da parte dei vari core. I diversi approcci di costruzione cui si è accennato poco sopra, comportano pro e contro relativamente ai metodi di fruizione di questa preziosa memoria aggiuntiva. Buona parte di questi aspetti è evidenziata nella voce Dual core (gestione della cache), in cui si fa riferimento anche ad altri processori che sfruttano i differenti approcci.

### Tecnologie implementate
Oltre a MMX, SSE, SSE2 ed SSE3, vennero implementate anche la tecnologia Hyper-Threading (di conseguenza ogni socket metteva a disposizione 4 core "logici"), EM64T, XD-bit e SpeedStep. Era inoltre presente il supporto a Vanderpool e Pellston, una tecnologia quest'ultima, resasi quasi obbligatoria data la sua funzione di correzione degli errori nella cache che in un processore di questo tipo era veramente capiente. La tecnologia Pellston venne progettata inizialmente da Intel per il processore a 64 bit Itanium 2 Montecito presentato a luglio 2006, ma con la decisione di inserirla anche in Tulsa venne rinominata in Cache Safe Technology (o CST).
Tra il 2005 e il 2006 Paxville prima, e Tulsa poi, costituirono, insieme al chipset iE8500, la piattaforma Truland.

## Prezzi delle varie versioni di Tulsa
Di seguito vengono riportati i prezzi al lancio dei vari modelli annunciati da Intel:
- Xeon MP 140M - 1980 $ (inizialmente era stato annunciato 3157 $)
- Xeon MP 7140N - 1980 $ (inizialmente era stato annunciato 3157 $)
- Xeon MP 7130M - 1391 $ (inizialmente era stato annunciato 1980 $)
- Xeon MP 7130N - 1391 $ (inizialmente era stato annunciato 1980 $)
- Xeon MP 7120M - 1177 $
- Xeon MP 7120N - 1177 $
- Xeon MP 7110M - 856 $
- Xeon MP 7110N - 856 $

Nel primo trimestre 2007 arrivò anche il modello:
- Xeon MP 7150N - 2622$

Che però non venne accompagnato dal corrispondente modello 7150M, caratterizzato dal BUS a 800 MHz.

## Modelli arrivati sul mercato
La tabella seguente mostra i modelli di Xeon, basati su core Tulsa, arrivati sul mercato. Molti di questi condividono caratteristiche comuni pur essendo basati su core diversi; per questo motivo, allo scopo di rendere maggiormente evidente tali affinità e "alleggerire" la visualizzazione alcune colonne mostrano un valore comune a più righe. Di seguito anche una legenda dei termini (alcuni abbreviati) usati per l'intestazione delle colonne:
- Nome Commerciale: si intende il nome con cui è stato immesso in commercio quel particolare esemplare.
- Data: si intende la data di immissione sul mercato di quel particolare esemplare.
- N°Core: si intende il numero di core montati sul package: 1 se "single core" o 2 se "dual core".
- Socket: lo zoccolo della scheda madre in cui viene inserito il processore. In questo caso il numero rappresenta oltre al nome anche il numero dei pin di contatto.
- Clock: la frequenza di funzionamento del processore.
- Molt.: sta per "Moltiplicatore" ovvero il fattore di moltiplicazione per il quale bisogna moltiplicare la frequenza di bus per ottenere la frequenza del processore.
- Pr.Prod.: sta per "Processo produttivo" e indica tipicamente la dimensione dei gate dei transistor (180 nm, 130 nm, 90 nm) e il numero di transistor integrati nel processore espresso in milioni.
- Voltag.: sta per "Voltaggio" e indica la tensione di alimentazione del processore.
- Watt: si intende il consumo massimo di quel particolare esemplare.
- Bus: frequenza del bus di sistema.
- Cache: dimensione delle cache di 1º e 2º livello.
- XD: sta per "XD-bit" e indica l'implementazione della tecnologia di sicurezza che evita l'esecuzione di codice malevolo sul computer.
- 64: sta per "EM64T" e indica l'implementazione della tecnologia a 64 bit di Intel.
- HT: sta per "Hyper-Threading" e indica l'implementazione della esclusiva tecnologia Intel che consente al sistema operativo di vedere 2 core logici.
- ST: sta per "SpeedStep Technology" ovvero la tecnologia di risparmio energetico sviluppata da Intel e inserita negli ultimi Pentium 4 Prescott serie 6xx per contenere il consumo massimo.
- VT: sta per "Vanderpool Technology", la tecnologia di virtualizzazione che rende possibile l'esecuzione simultanea di più sistemi operativi differenti contemporaneamente.

| Nome Commerciale | Data        | Socket | N°Core | Clock    | Molt. | Pr.Prod.        | Voltag. | Watt  | Bus     | Cache                        | XD | 64 | HT | ST | VT |
| ---------------- | ----------- | ------ | ------ | -------- | ----- | --------------- | ------- | ----- | ------- | ---------------------------- | -- | -- | -- | -- | -- |
| Xeon MP 7110N    | 29/ago/2006 | 604    | 2      | 2,5 GHz  | 15x   | 65 nm           | 1,25 V  | 95 W  | 667 MHz | L1=2x16KB L2=2x1 MB L3=4MB   | Sì | Sì | Sì | Sì | Sì |
| Xeon MP 7110M    | 29/ago/2006 | 604    | 2      | 2,6 GHz  | 13x   | 65 nm           | 1,25 V  | 95 W  | 800 MHz | L1=2x16KB L2=2x1 MB L3=4MB   | Sì | Sì | Sì | Sì | Sì |
| Xeon MP 7120N    | 29/ago/2006 | 604    | 2      | 3,0 GHz  | 18x   | 65 nm           | 1,25 V  | 95 W  | 667 MHz | L1=2x16KB L2=2x1 MB L3=4MB   | Sì | Sì | Sì | Sì | Sì |
| Xeon MP 7120M    | 29/ago/2006 | 604    | 2      | 3,0 GHz  | 15x   | 65 nm           | 1,25 V  | 95 W  | 800 MHz | L1=2x16KB L2=2x1 MB L3=4MB   | Sì | Sì | Sì | Sì | Sì |
| Xeon MP 7130N    | 29/ago/2006 | 604    | 2      | 3,16 GHz | 19x   | 65 nm           | 1,25 V  | 130 W | 667 MHz | L1=2x16KB L2=2x1 MB L3=8 MB  | Sì | Sì | Sì | Sì | Sì |
| Xeon MP 7130M    | 29/ago/2006 | 604    | 2      | 3,2 GHz  | 16x   | 65 nm           | 1,25 V  | 130 W | 800 MHz | L1=2x16KB L2=2x1 MB L3=8 MB  | Sì | Sì | Sì | Sì | Sì |
| Xeon MP 7140N    | 29/ago/2006 | 604    | 2      | 3,33 GHz | 20x   | 65 nm 1328 mil. | 1,25 V  | 150 W | 667 MHz | L1=2x16KB L2=2x1 MB L3=16 MB | Sì | Sì | Sì | Sì | Sì |
| Xeon MP 7140M    | 29/ago/2006 | 604    | 2      | 3,4 GHz  | 17x   | 65 nm 1328 mil. | 1,25 V  | 150 W | 800 MHz | L1=2x16KB L2=2x1 MB L3=16 MB | Sì | Sì | Sì | Sì | Sì |
| Xeon MP 7150N    | 2007        | 604    | 2      | 3,5 GHz  | 21x   | 65 nm 1328 mil. | 1,25 V  | 150 W | 667 MHz | L1=2x16KB L2=2x1 MB L3=16 MB | Sì | Sì | Sì | Sì | Sì |

Nota: la tabella soprastante è un estratto di quella completa contenuta nella pagina dello Xeon.

## Il successore
Il successore di Tulsa doveva essere Whitefield, ma il 25 ottobre 2005 Intel annunciò di aver cessato lo sviluppo di tale soluzione. Al suo posto era iniziato lo sviluppo del core Tigerton che si dimostrò, come previsto, meno rivoluzionario rispetto al progetto di cui prese il posto. Tigerton, arrivato sul mercato a settembre 2007, era basato sulla nuova architettura Intel Core Microarchitecture utilizzata ormai in tutti gli altri settori di mercato e soprattutto nei progetti Xeon DP Woodcrest e Clovertown.